# Gazdina roba
Gazdina roba je realistické drama z vesnického prostředí, jehož autorkou je kutnohorská rodačka Gabriela Preissová. Autorka se nechala volně inspirovat příběhem skutečné ženy, kterou osobně znala.

## Historie
Gazdina roba vyšla poprvé jako povídka v lednu 1889 v časopise Osvěta. Knižně povídka vyšla roku 1896 v Obrázcích bez rámu s podtitulem „Obrázek ze Slovenska“. Dramatická úprava o třech jednáních vyšla v roce 1890, tedy vzápětí po své divadelní premiéře (1889, Národní divadlo) a stala se dostupnou všem profesionálním i ochotnickým souborům.

## Postavy
- Eva – venkovská dívka pocházející z chudé rodiny. Živí se jako krajčířka (krejčová), je zamilovaná do Mánka, který je synem bohatých rodičů. Jejich lásce není přáno z důvodu rozdílných majetkových poměrů a jiného náboženského vyznání. Nejen z těchto důvodů se provdá za Samka. Svůj nešťastný život ukončí sebevraždou
- Mánek – bohatý mladík ze statkářské rodiny. Přestože je zamilovaný do Evy, ožení se s Maryšou, která je svým společenským postavením pro jeho rodiče přijatelnější nevěstou
- Samko – starší kulhavý kožešník, je tajně zamilovaný do Evy, kterou si nakonec i vezme
- Maryša – žena Mánka, mají dvě děti
- Zuzka – přítelkyně a pomocnice Evy

## Děj

### 1. jednání

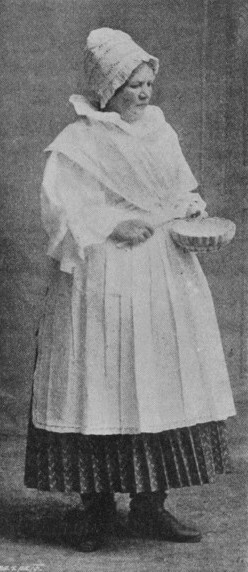
Adéla Volfová v roli tety Eviny

Příběh se odehrává na venkovské slavnosti, kde se podle tradice volí čtyři stárci, k nimž jsou následně vybrány jejich partnerky – stárky. Jedním ze stárků je zvolen Mánek. Eva se na něj kvůli jeho roli stárka zlobí, protože ví, že se nestane jeho stárkou, tou se stane bohatá Maryša Kotlibová. Eva se potkává s Mánkovou matkou Mešjanovkou, ta Evě ostře vyčte lásku k Mánkovi. Evy se zastane Samko Jagoš, který ji tajně miluje. Rozrušená Eva Samkovi slíbí, že si ho vezme. Na slavnosti se objevují i další postavy – hrozenkovský doktor a jeho žena, bývalá notáriuska, která je označena za robu (hanlivé označení pro ženu, která odešla od svého manžela).

### 2. jednání
(O čtyři roky později.) Evě zemřela dcera Katuška, s jejíž smrtí se nemůže vyrovnat. Obviňuje svého manžela Samka, že odmítl zavolat na pomoc hrozenkovského doktora, jehož pověst není valná, protože se oženil s notáriuskou. Eva se stále trápí nešťastnou láskou k Mánkovi, který si mezitím vzal za ženu Maryšu, přestože Evu také stále miluje. Eva dostává návrh od Mánka, aby s ním jako jeho hospodyňka odjela do Rakous. Mánek slibuje, že se rozvede s Maryšou, pokud s ním Eva odejde. Jejich rozhovor je přerušen Samkem, dochází k velké hádce. Eva se po tomto konfliktu rozhodne utéct.

### 3. jednání
Mánek s Evou odjeli do Rakous. Na stejném panském dvoře pracuje také Evina přítelkyně Zuzka. Eva se zde setkává s posměchem ze strany dělníků, kteří ji nazývají „gazdinou robou“. Mánkovi přijde dopis od Maryši, kde se dočte, že všichni vědí, že s ním odešla i Eva. Dále se dočítá, že přijede jeho matka. Po jejím příjezdu je Mánek matkou přesvědčován, aby se vrátil domů ke své ženě a k dětem. V tuto chvíli přijíždí také Mánkův advokát, kterého si pozval kvůli rozvodu s Maryšou. Advokát Mánka informuje o složitostech a finančních nákladech rozvodu a také o tom, že není zcela jisté, zda je Mánka s Maryšou rozvedou. Advokát se přiklání k názoru Mánkovy matky, aby se vrátil ke své rodině. Mánek nakonec od rozvodu ustupuje a přesvědčuje Evu, aby v Rakousích zůstala. Slibuje jí, že ji bude navštěvovat.
Koná se oslava dožínek a na panský dvůr přijíždí baron s baronkou. Baronka chce Evu, coby domnělou gazdinu (Mánkovu ženu), obdarovat řetízkem. Mánkova matka všem ale prozradí, že Eva není Mánkovou manželkou, ale robou. Nastává zlomový okamžik, ve kterém Eva Mánka prosí, aby se jí zastal a všem řekl, že se s Maryšou rozvede a vezme si ji. Mánek vše ale popírá. Téhož večera se chystá k odjezdu také Zuzka. Eva se s ní přichází rozloučit a skrze Zuzku chce poslat pozdravy domů své tetě. Žádá Zuzku, aby za ni poprosila Samka o odpuštění. Ví, že sama se už nevrátí.
Závěr děje se odehrává na břehu Dunaje. Nešťastná Eva už nemůže snést své trápení a má pocit, že nikde na světě nenajde ztracený klid. Cítí se zrazena a ponížena, proto se rozhoduje svůj život ukončit a vrhá se do Dunaje.
V původním dramaturgickém textu Gabriely Preissové se Eva vrací k manželovi.

## Další zpracování
Gazdina roba se stala literární předlohou opery Eva, pro kterou hudbu i libreto napsal Josef Bohuslav Foerster. Opera měla premiéru 1. ledna 1899 v Národním divadle.

## Název díla
Název používá dvou slov z moravského nářečí: gazdina = hospodyně; roba = žena, dívka, služka; původ snad z robiti; původně „pracující žena“. Spojení „gazdina roba“ je ale vysvětlováno i jako žena s hospodářem žijící, ale ne jako pravá manželka.